# Inpex
Inpex è una società per azioni giapponese, quotata alla Borsa di Tokyo. Si occupa di estrazione e lavorazione del petrolio.

## Storia
L'azienda è stata fondata nel 1941 tramite l'unificazione e la parziale nazionalizzazione di molte imprese antecedenti del settore con il nome di Teikoku Oil.